# Dustin Island
Dustin Island – wyspa w cieśninie Peacock Sound na południowy wschód od Wyspy Thurstona w Antarktydzie Zachodniej.

## Nazwa
Nazwa wyspy upamiętnia Fredericka G. Dustina, członka wyprawy Richarda Byrda (1888–1957) w latach 1933–1935 .

## Geografia
Wyspa leży w Peacock Sound między Wyspą Thurstona a Wybrzeżem Eightsa w Antarktydzie Zachodniej . Znajduje się ok. 24 km na południowy wschód od przylądka Cape Annawan na Wyspie Thurstona, ograniczając zatokę Seraph Bay od południowego wschodu . Ma ok. 29 km długości , a jej powierzchnia wynosi ok. 285,6 km² . Długość jej linii brzegowej to ok. 84,3 km . Jej najwyższe wzniesienie ma 610 m n.p.m. 

## Historia
Wyspa została odkryta przez Richarda Byrda (1888–1957) i innych członków amerykańskiej wyprawy podczas lotów z USS Bear w lutym 1940 roku .  